# 純懿皇貴妃
純懿皇貴妃（1689年12月14日—1785年1月27日），耿氏，原為鑲白旗包衣管領下人，雍正元年二月十三日抬為鑲黃旗包衣旗鼓佐領下人。管领耿德金（亦作員催總耿德寅）之女，雍正帝之皇貴妃。

## 生平
康熙二十八年十一月初三日（1689年12月14日），耿氏出生。康熙四十二年（1703年），耿氏入侍雍亲王府，為格格，時年十四歲。康熙五十一年（1712年）十一月二十七日，耿氏生下皇五子和恭親王弘晝。
雍正元年（1723年）二月十四日，詔封为裕嫔，同年十二月二十二日行册封礼。
雍正八年（1730年），據《宮中檔簿》， 已晉為裕妃。
但是，裕皇貴妃去世後，除了裕皇貴妃金冊金寶照常例收存外，只有裕貴妃金冊金寶和裕嬪金冊特別交出至廣儲司融化，這可以側面地證明雍正八年（1730年）晉封裕妃的金冊、金印等都沒有鑄造。雍正十一年（1733年）正月，雍正帝封其子弘晝為和親王。雍正十三年（1735年），雍正帝命果親王允禮、皇四子弘曆、皇五子弘晝及大學士鄂爾泰、張廷玉…，俱辦理苗疆事務。　　
乾隆元年四月初八日佛诞，乾隆帝进素膳，暫居承乾宮的皇太后、以及钟粹宫贵妃等世宗妃嬪亦止荤添素。乾隆二年（1736年）九月初七日，正式冊封裕妃为皇考裕贵太妃。正式冊封前，宮中暫稱耿氏为貴妃。
乾隆四十三年 (1778年) 二月，崇慶皇太后鈕祜祿氏的周年大祭刚过，乾隆帝就张罗给裕贵妃过九十大寿，並且在二月十九日，王成奉旨尊封裕贵妃為皇贵妃。按理來説，皇太后大丧要整整二十七個月才丧满，惟乾隆帝很重视裕皇貴妃九十大壽之事，便破例给她大庆三天。而且，乾隆帝还亲自写了匾联和御制诗给耿氏祝寿，在当天率群臣给裕皇贵妃行礼，連續慶祝三天。同年十月二十八日，正式冊封為皇考裕皇贵太妃。
乾隆四十九年（1784年）二月十七日，裕皇贵妃已经患病，身体已经相当衰弱。不在京城的乾隆帝知晓了这个情况後，便根据宫廷礼制提前做了一点安排，將信件寄予六阿哥永瑢、八阿哥永璇和內務府大臣，避免临时仓促。同年十二月十七日（西曆已為1785年）病逝，享嵩壽97歲。遺體由西角門出永安右門北邊旁門，由筒子河出神武門入吉安所內暫安。
裕皇貴妃死后第二天，乾隆帝亲自到裕皇贵妃金棺前奠酒；十二月二十日金棺奉移到京北的曹八里屯殡宫暂安。乾隆五十年二月册谥耿氏为纯懿皇贵妃；四月初九日纯懿皇贵妃金棺奉移泰陵妃园寝；四月十六日葬入地宫。纯懿皇贵妃券座的位置是园寝中的最尊贵的位置。
《清高宗實錄》和《清皇室四譜》記載耿氏的谥号为纯懿皇贵妃。因此，《清史稿》記載耿氏為純愨皇貴妃應為筆誤。

## 慶壽詩
- 《恭祝妃母五十大庆》：

黄钟初应律，寿域倚天开。
百年今始半，五福已兼该。
更喜皇恩重，频从紫禁来。
兰肴陈玉案，挂醑酌霞杯。
皆下霓裳奏，筵前舞袖回。
祥光连阆苑，瑞气接蓬莱。
岁岁欣称庆，瞻依入帝台。

## 影视作品
- 電視劇

| 年份 | 劇名字     | 演員   | 剧中姓名  | 劇中稱謂 |
| 2012 | 宫鎖珠帘   | 張嘉倪 | 耿佳·玉漱 | 玉貴人   |
| 2011 | 後宮甄嬛傳 | 李宜娟 | 齊月賓    | 端妃     |
| 2018 | 延禧攻略   | 白珊   | 耿氏      | 裕太妃   |